# Лисун норвезький
Лисун норвезький (Pomatoschistus norvegicus) — вид риби з родини Gobiidae. Поширений у Східній Атлантиці від Лофотенських островів на півночі до Ла-Манша на заході, також знайдений у Середземному морі. Сягає довжини 8 см, спина з боків від першого спинного плавця вкрита лускою, на грудях луски відсутні. На задній частині першого спинного плавця — темна пляма. Населяє черепашково-мулистих ґрунтах на глибині 18-325 м.